# إبسوميت
إبسوميت (بالإنجليزية: Epsomite)‏ هو معدن كبريتات المغنسيوم المائية صيغته الكيميائية MgSO4·7H2O.
يتبلور الإبسوميت في النظام المعيني القائم وهو موجود على شكل تجمعات ليفية أو إبرية ونادرا ما يوجد بشكل بلورات، الشكل الطبيعي للإبسوميت عبارة عن تكتلات ضخمة. وهو عديم اللون إلى الأبيض المصفر أو المخضر والوردي. صلابته ضعيفة (2 إلى 2.5) بمقياس موس وله كثافة نوعية منخفظة (1.67).
الإبسوميت نفس المادة الكيميائية المنزلية ملح الإبسوم أو الملح الإنجليزي، وهو قابل للذوبان في الماء بسهولة. يمتص الإبسوميت الماء من الهواء وبمجرد فقدان جزيء واحد من الماء يتحول إلى هيكساهيدرات ذي التركيب البلوري أحادي الميل.

## الملح الإنكليزي
إنَّ كبريتات المغنسيوم هي مركب كيميائي غير عضوي يحتوي على ثلاثة عناصر هي المغنسيوم والكبريت والهيدروجين MgSO4، ويُطلق على هذا المركَّب عادةً اسم الملح الإنكليزي أو ملح إبسوم نسبةً لأحد الينابيع الملحية في مدينة إبسوم في إنكلترا حيث يستخرج هذا النوع من الأملاح بكميَّات كبيرة، والمدهش أنَّ هذا الملح يتشكل طبيعياً كفلز نقي تماماً، حالياً يمكن تصنيع هذا الملح بشكل صناعي بحت من خلال تفاعل حمض الكبريت مع كربونات المغنزيوم أو بطرق أخرى متنوعة، ولكن غالباً ما يتمُّ الحصول على الملح الإنكليزي من مصادر طبيعية مباشرة.

## الاستخدامات

### الزراعة
تستخدم كبريتات المغنزيوم في الزراعة لزيادة محتوى التربة من المغنزيوم أو الكبريت، وخصوصاً في النباتات المزروعة ضمن أوعية، أو لبعض النباتات التي تحتاج للمغنزيوم في نموها كالبطاطا والورود والطماطم والليمون والجزر والفلفل.
لكبريتات المغنزيوم ميزات عديدة عند استخدامها في الزراعة منها: قابليتها العالية للذوبان، وكونها محاليل معتدلة مقارنة بالأملاح القلوية الأخرى للمغنزيوم وبالتالي فإنَّ استخدامها كمصدر لزيادة مغنزيوم التربة لا يغير من درجة حموضة التربة بشكلٍ كبير، وتستخدم كبريتات المغنزيوم هيبتا هيدرات أيضاً للحفاظ على تركيز المغنزيوم في الأحواض البحرية التي تحتوي على كميات كبيرة من الشعاب المرجانيَّة لأنها تستهلك المغنزيوم بشكل مستمر خلال عملية التكلُّس التي يقوم بها المرجان.

### تحضير الطعام
تدخل كبريتات المغنزيوم في صناعة خمائر البيرة، وفي عدد من خمائر الطعام الأخرى.

### في الصناعات الكيميائيَّة
تُستخدم كبريتات المغنزيوم اللامائية كمُجفِّف للمواد العضوية بسبب ولعها الشديد بالماء، وأحياناً يتمُّ استبدالها بكبريتات الصوديوم وكبريتات الكالسيوم لتأدية نفس المهمة.

### الاستعمال الطبي
لكبريتات المغنزيوم العديد من الاستخدامات الطبية منها: تعويض نقص مغنزيوم الدم، نوبات الإرجاج عند النساء أثناء الحمل، نوبات الربو الحادة، الإمساك، التسمم بالباريوم، يمكن إعطاء كبريتات المغنزيوم عن طريق الحقن العضلي أو الوريدي أو بالطريق الفموي، وأحياناً تستخدم في حمامات المياه المعدنية.
تشمل الآثار الجانبية الشائعة لاستخدام كبريتات المغنزيوم: انخفاض ضغط الدم، جفاف الجلد، نقص كالسيوم الدم، الضعف العضلي، الغثيان والإقياء، ومع أنَّ هناك العديد من الأدلة على التأثير الضار لاستخدامها أثناء الحمل ولكنَّ الفوائد المرجوة تكون أكبر من المخاطر في بعض الحالات، في حين أنَّ الاستخدام أثناء الرضاعة يعتبر آمن تماماً، المركب الطبي الفعَّال من كبريتات المغنزيوم هو ملح كبريتات سلفات المغنزيوم وعلى الرغم من أنَّ آلية عمل هذا المركب غير مفهومة تماماً ولكن يعتقد أنَّها تعتمد بشكل رئيسي على تثبيطها لعمل الخلايا العصبية.
دخلت كبريتات المغنزيوم في الاستخدام الطبي عام 1618 على أقل تقدير، وهو على قائمة الأدوية الأساسية لمنظمة الصحة العالمية وتعتبر من أكثر الأدوية فعاليةً وأماناً وطلباً في الأنظمة الصحية، تتراوح التكلفة الإجمالية لكل 10 مل من محلول 50% بين 0,35 – 8,73 دولار أمريكي في دول العالم النامية، في حين أنَّ كل 4 مل من محلول 20% تكلِّف 10 جنيهات إسترلينيَّة في بريطانيا، أما في الولايات المتحدة فعادةً ما تكون تكلفة الدواء أقل من 25 دولار، وأهم الاستخدامات الطبية لكبريتات المغنزيوم هي:

#### الإرجاج الحملي
تعتبر كبريتات المغنزيوم هي المعالجة الأولية والتدبير الوقائي عند النساء المصابات بالإرجاج الحملي Eclampsia، لأنَّه يخفض ضغط الدم الانقباضي مع المحافظة على ضغط الدم الانبساطي ضمن الحدود الطبيعية، وبالتالي يسمح بتدفق دموي طبيعي للجنين.

#### المخاض المُبكِّر
استخدمت كبريتات المغنزيوم سابقاً لعلاج المخاض المبكر، ولكن العديد من الدراسات أظهرت أنَّ فائدتها محدودة نسبياً، وأنَّ استخدامها لفترات طويلة أكثر من خمسة أيام قد يؤدي لمشاكل صحية عديدة للطفل، مع ذلك فإنَّ استخدامها في أولئك المُعرَّضين لخطر الولادة المُبكِّرة يبدو أنَّه يقلِّل من خطر الإصابة بالشلل الدماغي بشكل ملحوظ.

### استخدامها في أملاح الاستحمام
تستعمل كبريتات المغنزيوم في أملاح الاستحمام لأغراض عديدة فهي تزيد حيوية الجسم، وتفيد في تهدئة قرحات الأقدام، كما أنَّ لها بعض الخصائص التجميلية للبشرة فهي تساهم في تخفيف التجاعيد بفضل زيادة التبادل الشاردي، وعلى كلِّ حال يعتقد أنَّ الفوائد الصحية لأملاح كبريتات المغنزيوم في مياه الاستحمام محدودة نوعاً ما، كما يتوفر مرهم يحوي كبريتات المغنزيوم بنسب معينة يُعتقد أنَّها مفيدة لمكافحة الإنتانات الجلدية والدمامل الصغيرة.
استخدمت كبريتات المغنزيوم كعلاج تجريبي لحالات التسمُّم الناتجة عن لدغة قنديل البحر، ولكنَّ فعالية هذا العلاج ما تزال غير مثبتة حتى الآن.

## الشيوع والانتشار
تعد كبريتات المغنزيوم من المعادن الشائعة في مختلف البيئات الجيولوجيَّة في الأرض، وقد رُصد وجودها حتى في الكواكب خارج الكرة الأرضية فمثلاً تتماشى البقع الساطعة التي رصدتها إحدى المركبات الفضائية في فوهة بركان على كوكب سيريس مع الضوء المنبعث من بلورات كبريتات المغنزيوم السداسيَّة.
إنَّ أغلب كبريتات المغنزيوم الموجودة في الطبيعة هي هيدرات ومع ذلك فالأملاح المزدوجة التي تحتوي على كبريتات المغنزيوم موجودة أيضاً مثل كبريتات مغنزيوم الصوديوم وكبريتات مغنزيوم البوتاسيوم.

## وصلات خارجية
- معرض صور الأملاح